# Ray Wise
Raymond Herbert Wise (n. 20 august 1947, Akron, Ohio, SUA) este un actor american. A ajuns cunoscut datorită rolului lui Leland Palmer în serialul Twin Peaks (1990–1991, 2017) și în filmul Twin Peaks: Fire Walk with Me (1992), respectiv pentru rolurile din 24 de ore (2006), În slujba diavolului⁠(d) ( 2007–2009), Fresh Off the Boat (2015–2020), Creatura din mlaștină (1982), RoboCop (1987) și Jeepers Creepers 2 (2003).

## Biografie
Wise s-a născut în Akron, Ohio, a absolvit Liceul Garfield⁠(d) în 1965 și a urmat Universitatea de Stat Kent⁠(d) din Kent, Ohio⁠(d). Este de origine română pe partea maternă. A crescut într-o familie religioasă, iar în trecut a participat la slujbele religioase organizate de o biserică baptistă română din Akron.

## Cariera

### Televiziune
Wise a devenit cunoscut pentru rolul tatălui Laurei Palmer, Leland Palmer, în serialul Twin Peaks. La sfârșitul anilor 1960 și 1970, Wise l-a interpretat pe avocatul Jamie Rollins în telenovela Love of Life⁠(d) timp de șapte ani și a apărut în aproape 950 de episoade. În 1987, Wise l-a jucat pe Tom Gunther, iubitul Catherinei Chandler, în episodul pilot din serialul de televiziune Frumoasa și Bestia⁠(d). Pe lângă Twin Peaks, Wise a interpretat mai multe roluri în proiecte științifico-fantastice: Liko în episodul „Who Watches the Watchers” din Star Trek: Generația următoare și Arturis⁠(d)  în episodul „Hope and Fear” din Star Trek: Voyager.
A apărut în episodul „The Flame” din sezonul 7 al serialului din Diagnostic: Crimă!⁠(d) și în trei episoade din Tim și Eric Awesome Show, Great Job!⁠(d) în rolul Grill Vogel.
În 1995, Wise a jucat alături de colega sa de platou din Twin Peaks - Sherilyn Fenn - în telefilmul Liz: The Elizabeth Taylor Story⁠(d). De asemenea, a jucat rolul Diavolului în serialul TV Reaper. În ultimii ani, Wise a apărut într-o serie de seriale și filme de televiziune cu subiecte politice. A apărut pentru scurt timp în Viața la Casa Albă în rolul guvernatorului Californiei Gabriel „Gabe” Tillman și a jucat rolul vicepreședintelui Hal Gardner⁠(d) în 24 de ore. În august 2006, Wise a apărut în serialul Cititorii de oase⁠(d)  și în episodul pilot al Spion pe cont propriu⁠(d). În sezonul 8 din Lege și ordine: Brigada specială⁠(d) (2007), Wise a interpretat rolul șefului unei companii care testează pesticide pe copii. Acesta a apărut în două episoade din Aproape de adevăr⁠(d) în rolul avocatului Tom Blanchard și a avut un rol minor într-un episod din cel de-al șaselea sezon al Cei mai frumoși ani⁠(d).
Wise a apărut în mai multe episoade din Mad Men ca în rolul socrului lui Ken Cosgrove, Ed Baxter, CEO al Corning, Inc.⁠(d): „Chinese Wall⁠(d)” (Sezonul 4, Episodul 11), „At the Codfish Ball⁠(d)” (Sezonul 5, Episodul 7), „Commissions and Fees⁠(d)” (Sezonul 5, Episodul 12), „To Have and to Hold” (Sezonul 6, Episodul 4) și „Severance” (Sezonul 7, Episodul 8).

## Filmografie
| An   | Titlu                                        | Rol                     | Note                                                                                              |
| ---- | -------------------------------------------- | ----------------------- | ------------------------------------------------------------------------------------------------- |
| 1969 | Dare the Devil                               | David Keller            |                                                                                                   |
| 1982 | Swamp Thing                                  | Dr. Alec Holland        |                                                                                                   |
| 1982 | Cat People                                   | Soap Opera Man          |                                                                                                   |
| 1985 | The Journey of Natty Gann                    | Sol Gann                |                                                                                                   |
| 1987 | RoboCop                                      | Leon Nash               |                                                                                                   |
| 1989 | Season of Fear                               | Fred Drummond           |                                                                                                   |
| 1989 | Race for Glory                               | Jack Davis              |                                                                                                   |
| 1990 | The Rift                                     | Robbins                 |                                                                                                   |
| 1992 | Twin Peaks: Fire Walk with Me                | Leland Palmer           |                                                                                                   |
| 1992 | Bob Roberts                                  | Chet MacGregor          |                                                                                                   |
| 1993 | Ghost Brigade                                | Col. George Thalman     |                                                                                                   |
| 1993 | Rising Sun                                   | Senator John Morton     |                                                                                                   |
| 1993 | RoboCop 3                                    | Leon Nash               | Necreditat                                                                                        |
| 1994 | The Chase                                    | Dalton Voss             |                                                                                                   |
| 1994 | Body Shot                                    | Dwight Frye             |                                                                                                   |
| 1994 | The Crew                                     | Charles Pierce          |                                                                                                   |
| 1995 | Powder                                       | Dr. Aaron Stripler      |                                                                                                   |
| 1998 | Evasive Action                               | Sheriff Wes Blaidek     |                                                                                                   |
| 1999 | Pennyweight                                  | Mr. Pennyweight         | Scurt-metraj                                                                                      |
| 2000 | Closing the Deal                             | Ford Williams           |                                                                                                   |
| 2001 | Almost Salinas                               | Jack Tynan              |                                                                                                   |
| 2001 | Two Can Play That Game                       | Bill Parker             |                                                                                                   |
| 2002 | Landspeed                                    | Brian Sanger            |                                                                                                   |
| 2002 | Scream at the Sound of the Beep              | Brother Jake            |                                                                                                   |
| 2003 | Dead End                                     | Frank Harrington        |                                                                                                   |
| 2003 | Jeepers Creepers 2                           | Jack Taggart Sr.        |                                                                                                   |
| 2003 | The Battle of Shaker Heights                 | Harrison                |                                                                                                   |
| 2005 | Sharkskin 6                                  | Sam                     |                                                                                                   |
| 2005 | The Rain Makers                              | Harris                  |                                                                                                   |
| 2005 | Good Night, and Good Luck                    | Don Hollenbeck          | Nominalizat — Screen Actors Guild Award for Outstanding Performance by a Cast in a Motion Picture |
| 2005 | Cyxork 7                                     | Kommander 88            |                                                                                                   |
| 2006 | The Substance of Things Hoped For            | Dr. Lessing             |                                                                                                   |
| 2006 | Peaceful Warrior                             | Doctor Hayden           |                                                                                                   |
| 2007 | The Election                                 | Peter                   | Scurt-metraj                                                                                      |
| 2007 | The Flock                                    | Bobby Stiles            |                                                                                                   |
| 2007 | Hellholes                                    | Professor Klume         | Scurt-metraj                                                                                      |
| 2007 | Superman: Doomsday                           | Perry White             | Actor de voce Direct-to-DVD                                                                       |
| 2008 | Reservations                                 | Mitch                   |                                                                                                   |
| 2008 | One Missed Call                              | Ted Summers             |                                                                                                   |
| 2008 | AM1200                                       | Harry Jones             | Scurt-metraj                                                                                      |
| 2008 | AmericanEast                                 | Agent Stevens           |                                                                                                   |
| 2009 | Pandemic                                     | General Matthews        |                                                                                                   |
| 2009 | Infestation                                  | Ethan                   |                                                                                                   |
| 2009 | Stuntmen                                     | Jack Strongbow          |                                                                                                   |
| 2009 | Iodine                                       | Avery                   |                                                                                                   |
| 2009 | Love at First Hiccup                         | Roger                   |                                                                                                   |
| 2010 | Darnell Dawkins: Mouth Guitar Legend         | Wade Dawkins            |                                                                                                   |
| 2011 | Black Velvet                                 | Black Velvet            |                                                                                                   |
| 2011 | X-Men: First Class                           | Secretary of State      |                                                                                                   |
| 2011 | Chillerama                                   | Dr. Weems               | Segmentul: „Wadzilla”                                                                             |
| 2011 | Rosewood Lane                                | Det. Danny Briggs       |                                                                                                   |
| 2012 | Tim and Eric's Billion Dollar Movie          | Dr. Doone Struts        |                                                                                                   |
| 2012 | Excision                                     | Principal Campbell      |                                                                                                   |
| 2012 | The Aggression Scale                         | Bellavance              |                                                                                                   |
| 2012 | Crazy Eyes                                   | Zach's Father           |                                                                                                   |
| 2012 | FDR: American Badass!                        | Douglas MacArthur       |                                                                                                   |
| 2012 | The Butterfly Room                           | Nick                    |                                                                                                   |
| 2012 | Atlas Shrugged: Part II                      | Head of State Thompson  |                                                                                                   |
| 2012 | Brother White                                | Pastor Johnny Kingman   |                                                                                                   |
| 2012 | Posey                                        | Dr. Shap                | Scurt-metraj                                                                                      |
| 2013 | Wrong Cops                                   | Captain Andy            |                                                                                                   |
| 2013 | Inventing Adam                               | J.B.                    |                                                                                                   |
| 2013 | Big Ass Spider!                              | Major Braxton C. Tanner |                                                                                                   |
| 2013 | Revelation Road: Beginning of the End        | Frank                   |                                                                                                   |
| 2013 | Lionhead                                     | Jimmy                   |                                                                                                   |
| 2013 | Revelation Road 2: The Sea of Glass and Fire | Frank                   |                                                                                                   |
| 2013 | Out West                                     | Phillip Alcott          |                                                                                                   |
| 2013 | Brother's Keeper                             | Herbert Leemaster       |                                                                                                   |
| 2013 | No God, No Master                            | A. Mitchell Palmer      |                                                                                                   |
| 2014 | Away from Here                               | Paul                    |                                                                                                   |
| 2014 | Suburban Gothic                              | Donald                  |                                                                                                   |
| 2014 | Land of Leopold                              | Deece Warren            |                                                                                                   |
| 2014 | Digging Up the Marrow                        | William Dekker          |                                                                                                   |
| 2014 | Dead Still                                   | Wenton Davis            |                                                                                                   |
| 2014 | Guardian Angel                               | Attorney Kaufman        |                                                                                                   |
| 2014 | Reflections                                  | Grandpa                 | Scurt-metraj                                                                                      |
| 2015 | Jurassic City                                | Warden Lewis            |                                                                                                   |
| 2015 | The Lazarus Effect                           | Mr. Wallace             |                                                                                                   |
| 2015 | Night of the Living Deb                      | Frank Waverly           |                                                                                                   |
| 2015 | Taking Flight                                | Nono                    | Actor de voce Scurt-metraj                                                                        |
| 2015 | The Breakup Girl                             | Bob Baker               |                                                                                                   |
| 2015 | The Specialist                               | The Specialist          | Scurt-metraj                                                                                      |
| 2015 | Unnatural                                    | Victor Clobirch         |                                                                                                   |
| 2016 | Halloweed                                    | Judge Pilmington        |                                                                                                   |
| 2016 | God's Not Dead 2                             | Peter Kane              |                                                                                                   |
| 2016 | The Bronx Bull                               | Father Joseph           |                                                                                                   |
| 2016 | Batman: The Killing Joke                     | Commissioner Gordon     | Actor de voce                                                                                     |
| 2016 | Star Trek: Captain Pike                      | Admiral Joshua Pike     |                                                                                                   |
| 2017 | Shattered                                    | Forest Burnett          |                                                                                                   |
| 2019 | Tone-Deaf                                    | Michael                 |                                                                                                   |
| 2019 | Chain Of Death                               | Michael                 |                                                                                                   |
| 2019 | Unholy 'Mole                                 | The Devil               | Scurt-metraj                                                                                      |
| 2019 | To Your Last Death                           | Cyrus DeKalb            | Actor de voce                                                                                     |
| 2019 | Big Fan Begins                               | Ticket Man              | Scurt-metraj                                                                                      |
| 2020 | Beast Mode                                   | Trammel Steadfast       |                                                                                                   |
| 2021 | King Knight                                  | Merlin                  |                                                                                                   |

### Televiziune
| An             | Titlu                                             | Rol                                        | Note                                                                       |
| -------------- | ------------------------------------------------- | ------------------------------------------ | -------------------------------------------------------------------------- |
| 1970–1976      | Love of Life                                      | Jamie Rawlins #2                           |                                                                            |
| 1978           | Charlie's Angels                                  | Evan Wilcox                                | Episodul: "Winning Is for Losers"                                          |
| 1978           | Barnaby Jones                                     | Malcolm Elliot                             | Episodul: "Stages of Fear"                                                 |
| 1978           | Tartuffe                                          | Damis                                      | Film de televiziune                                                        |
| 1981           | Lou Grant                                         | Bart Franklin                              | Episodul: "Strike"                                                         |
| 1981           | Madame X                                          | Bellman                                    | Necreditat Film de televiziune                                             |
| 1982           | Dallas                                            | Blair Sullivan                             | 8 episoade                                                                 |
| 1982–1983      | Days of Our Lives                                 | Hal Rummley                                |                                                                            |
| 1983           | The Mississippi                                   | Cole                                       | Episodul: "Joey"                                                           |
| 1984           | T. J. Hooker                                      | Harrison Mackenzie                         | Episodul: "Hot Property"                                                   |
| 1984           | Blue Thunder                                      | J.D. Kraft                                 | Episodul: "Payload"                                                        |
| 1984           | Emerald Point N.A.S.                              | Travis                                     | 2 episoade                                                                 |
| 1984           | Hart to Hart                                      | Dick Braddon                               | Episodul: "Larsen's Last Jump"                                             |
| 1984           | Trapper John, M.D.                                | Dr. Henry Speiner                          | Episodul: "Aunt Mildred Is Watching"                                       |
| 1984           | Riptide                                           | Les Carter                                 | Episodul: "Beat the Box"                                                   |
| 1984           | Remington Steele                                  | Schwimmer                                  | Episodul: "A Pocketful of Steele"                                          |
| 1985           | The A-Team                                        | Phillip Chadway                            | Episodul: "Lease with an Option to Die"                                    |
| 1986           | Scarecrow and Mrs. King                           | Frank Duran                                | Episodul: "The Pharaoh's Engineer"                                         |
| 1986           | Airwolf                                           | Victor Resnick                             | Episodul: "Hawke's Run"                                                    |
| 1986           | Stingray                                          | Dr. John Whitaker                          | Episodul: "Ether"                                                          |
| 1986           | The Colbys                                        | Spiro Koralis                              | 5 episoade                                                                 |
| 1986           | Hunter                                            | Alex Parker                                | Episodul: "Crime of Passion"                                               |
| 1986           | Condor                                            | Christopher Proctor                        | Film de televiziune                                                        |
| 1987           | Beauty and the Beast                              | Tom                                        | Episodul: "Once Upon a Time"                                               |
| 1987           | Private Eye                                       | Senator McNeill                            | Episodul: "Blue Movie"                                                     |
| 1988           | Knots Landing                                     | The Dealer                                 | 5 episoade                                                                 |
| 1988           | L.A. Law                                          | Walter Platt                               | 2 episoade                                                                 |
| 1988           | The Taking of Flight 847: The Uli Derickson Story | Phil Maresca                               | Film de televiziune                                                        |
| 1989           | Moonlighting                                      | Murderer                                   | Episodul: "Eine Kleine Nacht Murder"                                       |
| 1989           | Star Trek: The Next Generation                    | Liko                                       | Episodul: "Who Watches the Watchers"                                       |
| 1989           | Jake and the Fatman                               | Harry McGinn                               | Episodul: "Dancing in the Dark"                                            |
| 1990–1991      | Twin Peaks                                        | Leland Palmer                              | 18 episoade                                                                |
| 1992           | Swamp Thing                                       | Guthrie                                    | Episodul: "Never Alone"                                                    |
| 1993           | The Secrets of Lake Success                       | Henry Fleming                              | 3 episoade                                                                 |
| 1993–1994      | Second Chances                                    | Judge Jim Stinson                          | 6 episoade                                                                 |
| 1994           | Walker, Texas Ranger                              | Garrett Carlson                            | Episodul: "Stolen Lullaby"                                                 |
| 1994           | The Larry Sanders Show                            | Lloyd Simon                                | Episodul: "You're Having My Baby"                                          |
| 1995           | Liz: The Elizabeth Taylor Story                   | Mike Todd                                  | Film de televiziune                                                        |
| 1995           | Dream On                                          | Maddox March                               | Episodul: "Significant Author"                                             |
| 1995           | Courthouse                                        | Congressman Laderman                       | Episodul: "One Flew Over the Courthouse"                                   |
| 1996–1997      | Savannah                                          | Edward Burton                              | 34 episoade                                                                |
| 1998           | The Wonderful World of Disney                     | Randolph Pratt                             | Episodul: "The Garbage Picking Field Goal Kicking Philadelphia Phenomenon" |
| 1998           | Star Trek: Voyager                                | Arturis                                    | Episodul: "Hope and Fear"                                                  |
| 1997–1998      | Sleepwalkers                                      | McCaig                                     | 2 episoade                                                                 |
| 1998           | Beverly Hills, 90210                              | Daniel Hunter                              | 2 episoade                                                                 |
| 1998           | Vengeance Unlimited                               | Jack Schiller                              | Episodul: "Cruel and Unusual"                                              |
| 1998           | Sports Night                                      | Evans                                      | Episodul: "Mary Pat Shelby"                                                |
| 1999           | Diagnosis: Murder                                 | John Parkinson                             | Episodul: "The Flame"                                                      |
| 2000           | Profiler                                          | James Perrone                              | Episodul: "Quid Pro Quo"                                                   |
| 2000           | Popular                                           | Barton                                     | Episodul: "What Makes Sammy Run"                                           |
| 2000–2001      | Resurrection Blvd.                                | Jack Mornay                                | 12 episoade                                                                |
| 2001           | V.I.P.                                            | Judge Kreiger                              | Episodul: "Bodyguards"                                                     |
| 2001           | RoboCop: Prime Directives                         | Leon C. Nash (archive footage, uncredited) | Episodul: "Resurrection"                                                   |
| 2001           | Judging Amy                                       | Atty. Rhodes                               | Episodul: "The Last Word"                                                  |
| 2001           | Dead Last                                         | Robert Cahill                              | Episodul: "Jane's Exit"                                                    |
| 2002           | Charmed                                           | Ludlow                                     | Episodul: "Lost and Bound"                                                 |
| 2002           | She Spies                                         | Ambassador Blaine                          | Episodul: "Daddy's Girl"                                                   |
| 2002           | Presidio Med                                      |                                            | Episodul: "Milagros"                                                       |
| 2003           | Dawson's Creek                                    | Roger Stepavich                            | Episodul: "All the Right Moves"                                            |
| 2004           | JAG                                               | Congressman Marvin Bolton                  | Episodul: "Retrial"                                                        |
| 2005           | The West Wing                                     | Governor Tillman D-CA                      | Episodul: "La Palabra"                                                     |
| 2006           | 24                                                | Vice President Hal Gardner                 | 6 episoade                                                                 |
| 2006           | CSI: Crime Scene Investigation                    | Ernest Chase                               | Episodul: "Rashomama"                                                      |
| 2006           | The Closer                                        | Tom Blanchard                              | Episoadele: "Out of Focus," "The Other Woman"                              |
| 2006           | Bones                                             | Rick Turco                                 | Episodul: "The Titan on the Tracks"                                        |
| 2007           | Law & Order: Special Victims Unit                 | Roger Hanley                               | Episodul: "Loophole"                                                       |
| 2007           | Shark                                             | Lloyd Holcomb                              | Episodul: "Starlet Fever"                                                  |
| 2007           | Six Degrees                                       | Henry Crane                                | Episodul: "Sedgewick's"                                                    |
| 2007           | Burn Notice                                       | Mr. Pyne                                   | Episodul: "Pilot"                                                          |
| 2007–2009      | Reaper                                            | The Devil                                  | 31 de episoade                                                             |
| 2008           | Tim and Eric Awesome Show, Great Job!             | Grill Vogel                                | 2 episoade                                                                 |
| 2009           | Numb3rs                                           | Mitch Langford                             | Episodul: "Guilt Trip"                                                     |
| 2009           | Drop Dead Diva                                    | Frank Dodd                                 | Episodul: "What If?"                                                       |
| 2009           | Dollhouse                                         | Howard Lipman                              | Episodul: "The Left Hand"                                                  |
| 2009–2010 2014 | Psych                                             | Father Peter Westley / Judge Horace Leland | 3 episoade                                                                 |
| 2010           | Castle                                            | Bobby Fox                                  | Episodul: "Suicide Squeeze"                                                |
| 2010           | Suitemates                                        | Hans Ahnnansoahnn                          | 2 episoade                                                                 |
| 2010           | The Good Guys                                     | Buddy                                      | Episodul: "Common Enemies"                                                 |
| 2010–2015      | Mad Men                                           | Ed Baxter                                  | 5 episoade                                                                 |
| 2011           | Hawaii Five-0                                     | Morris Brown                               | Episodul: "Powa Maka Moana"                                                |
| 2011           | Mr. Sunshine                                      | Macaulay                                   | Episodul: "Heather's Sister"                                               |
| 2011           | Chuck                                             | Riley                                      | 3 episoade                                                                 |
| 2011           | Wilfred                                           | Colt St. Cloud                             | Episodul: "Identity"                                                       |
| 2011           | Workaholics                                       | Kyle Walsh                                 | Episodul: "Model Kombat"                                                   |
| 2011           | Easy to Assemble                                  | Hendrik                                    | 3 episoade                                                                 |
| 2011           | 90210                                             | Dean Thomas                                | Episodul: "It's the Great Masquerade, Naomi Clark"                         |
| 2011–2014      | How I Met Your Mother                             | Robin Scherbatsky Sr.                      | 6 episoade                                                                 |
| 2012           | Battleground                                      | D-Day / Tak's Father                       | 2 episoade                                                                 |
| 2012           | NCIS                                              | Wayne Tobett                               | Episodul: "Secrets"                                                        |
| 2012           | Holliston                                         | Landlord                                   | Episodul: "Camera Rental: Part 1"                                          |
| 2012           | The Mentalist                                     | Dennis Victor                              | Episodul: "Red Rover, Red Rover"                                           |
| 2012           | Rizzoli & Isles                                   | Judge Eugene Allen                         | Episodul: "Crazy for You"                                                  |
| 2012           | Criminal Minds                                    | John Nelson                                | Episodul: "God Complex"                                                    |
| 2013           | Body of Proof                                     | Michael Davis                              | Episodul: "Mob Mentality"                                                  |
| 2013           | Perception                                        | Martin Sullivan                            | Episodul: "Toxic"                                                          |
| 2013           | Twisted Tales                                     | Mongo the Magnificent                      | Episodul: "Mongo's Magik Mirror"                                           |
| 2013           | High School USA!                                  | Seymour Barren / Cassandra's Dad           | Actor de voce 3 episoade                                                   |
| 2013–2014      | Kroll Show                                        | Network Executive / Wendy's Father         | 3 episodade                                                                |
| 2013–2015      | Newsreaders                                       | Skip Reming                                | 19 episoade                                                                |
| 2014           | Farmed and Dangerous                              | Buck Marshall                              | 4 episoade                                                                 |
| 2014           | Deadbeat                                          | Mayor Meyer                                | Episodul: "Sixty Feet Under"                                               |
| 2014           | Hit the Floor                                     |                                            | Episodul: "Winner Takes All"                                               |
| 2014–2016      | The Young and the Restless                        | Ian Ward                                   | 56 de episoade                                                             |
| 2015–2016      | Agent Carter                                      | Hugh Jones                                 | 4 episoade                                                                 |
| 2015–2020      | Fresh Off the Boat                                | Marvin                                     | 73 de episoade                                                             |
| 2016           | Relationship Status                               | Grace's Dad                                | Episodul: "The Catch"                                                      |
| 2016           | All the Way                                       | Senator Everett Dirksen                    | Film de televiziune                                                        |
| 2016           | Comedy Bang! Bang!                                | Psychologist / Dr. Frankenstein            | 2 episoade                                                                 |
| 2016           | Adam Ruins Everything                             | Netflix Executive                          | Episodul: "Adam Ruins Hollywood"                                           |
| 2016           | Gilmore Girls: A Year in the Life                 | Jack Smith                                 | 3 episoade                                                                 |
| 2016           | Hitting The Breaks                                | Theodore 'Teddy' Montclair                 | 2 episoade                                                                 |
| 2017           | Fargo                                             | Paul Marrane                               | 2 episoade                                                                 |
| 2017           | Idiotsitter                                       | Himself                                    | Episodul: "Rush, Rush"                                                     |
| 2017           | Twin Peaks                                        | Leland Palmer                              | 2 episoade                                                                 |
| 2017           | Tim and Eric's Bedtime Stories                    | The Duke                                   | Episodul: "The Duke"                                                       |
| 2017–2018      | Neo Yokio                                         | Old Man                                    | Actor de voce 2 episoade                                                   |
| 2019           | Hot Streets                                       | Plunch Runch                               | Actor de voce Episodul: "The Moon Masters"                                 |
| 2019           | Chilling Adventures of Sabrina                    | Enoch                                      | Episodul: "Chapter Sixteen: Blackwood"                                     |
| 2021           | All Rise                                          | Richard Walker                             | Episodul: "Georgia"                                                        |
| 2021           | Launchpad                                         | Headmaster Gustafson                       | Episodul: "Dinner Is Served"                                               |
| 2021           | Physical                                          | Sheila's Father                            | Episodul: "Let's Not and Say We Did"                                       |
| 2021           | Home Economics                                    | Frank                                      | Episodul: "49ers Foam Finger, $7"                                          |
| 2021           | Psych 3: This Is Gus                              | Father Peter Westley                       | Film de televiziune                                                        |